# Franco Ballerini
Franco Ballerini (ur. 11 grudnia 1964 we Florencji, zm. 7 lutego 2010 w Pistoi) – włoski kolarz szosowy, startował w zawodowym peletonie w latach 1986–2001. 
Największymi sukcesami kolarza były zwycięstwa w prestiżowym wyścigu Paryż-Roubaix w 1995 i 1998 roku. Zwycięzca klasyków Paryż-Bruksela i Omloop Het Volk, wygrał etap podczas Giro d'Italia (1991). 
7 lutego 2010 zmarł w szpitalu w Pistoi wskutek obrażeń, których doznał w wypadku podczas rajdu w Larciano we Włoszech.

## Najważniejsze zwycięstwa i sukcesy
- 1987
  - 1. Tre Valli Varesine
- 1989
  - 1. Grand Prix de la ville de Camaiore
- 1990
  - 1. Giro del Piemonte
  - 1. Paryż-Bruksela
  - 1. Grand Prix des Amériques
- 1991
  - 1. Giro della Romagna
  - etap w Giro d'Italia
- 1995
  - 1. Paryż-Roubaix
  - 1. Omloop Het Volk
- 1996
  - 1. GP de Wallonnie
  - etap w Österreich-Rundfahrt
- 1998
  - 1. Paryż-Roubaix